# Bürgenstock
Der Bürgenstock, auch Bürgenberg, ist ein 1128 m ü. M. hoher Berg in den Urner Alpen am Vierwaldstättersee (434 m ü. M.) im Schweizer Kanton Nidwalden. Im engeren Sinne ist Bürgenstock ein Kurort auf ebendiesem Berg, auf der Alp Tritt gelegen. Die Hotelanlage auf dem Bürgenstock trägt seit 2014 den Namen Bürgenstock Resort.

## Bezeichnung
Von Luzern aus gesehen hat der Bürgenberg die typische Bergform eines Stocks. Mit diesem Begriff werden vor allem in der deutschsprachigen Schweiz zahlreiche Berge bezeichnet, deren Gipfel eine gegenüber dem umgebenden Relief deutlich abgesetzte Form haben (siehe auch: Massiv). Der Berg steht auf der Halbinsel Bürgen, und so hat sich aus den Bestandteilen Bürgen und Stock der zusammengesetzte Begriff Bürgenstock seit Mitte des 19. Jahrhunderts als geografische Bezeichnung gebildet.
Der Berg an sich heisst seit dem Mittelalter Bürgenberg; in einer schiedsgerichtlichen Erledigung aus dem Jahre 1378 eines über 38 Jahre dauernden Streits um die Zugehörigkeit des Gebietes von Kehrsiten bis nach Mattgrat zwischen den Ständen Luzern und Nidwalden wird die Bezeichnung Bürgenberg in der Marchbereinigung verwendet. Sämtliche alten Pläne und Marchungsbriefe der Korporation Luzern bezeichnen den damals streitigen Wald als Stadtwald am Bürgenberg oder Bürgenbergwald.
Auf der topographischen Karte der Schweiz von 1845 bis 1865, der Dufourkarte, hatte der Bergriegel als Ganzes keine Bezeichnung. Der höchste Höhenkamm war mit Hametschwand (sic) bezeichnet, Bürgenberg war als Bezeichnung des Anstiegs zum Bergkamm im äussersten Südwesten eingetragen. 
Die geografische Bezeichnung Bürgenstock wurde zum ersten Mal im Jahr 1836 von Aloys Businger in seinem Buch Der Kanton Unterwalden dokumentiert. Businger nennt die gesamte Halbinsel Bürgen den Bürgenberg, bezeichnet aber die höchste Erhebung sowohl mit Hammetschwand als auch mit Bürgenstock.
Im Jahr 1850 hatte zudem der Direktor der Luzerner Lehrerbildungsanstalt Niklaus Rietschi eine private Karte veröffentlicht, in welcher der Name Bürgenstock neben der Bezeichnung Hammetschwand für den Gipfel eingetragen ist.
Im Jahre 1872 gründete die Firma Bucher & Durrer die Hotel-Niederlassung auf der Alp Tritt. Sie wählte hierfür den bereits bestehenden und 1836 von Aloys Businger im Buch Der Kanton Unterwalden dokumentierten geografischen Namen Bürgenstock. Die von Franz Josef Bucher-Durrer damals aufgenommenen Hypotheken lauten auf die im Grundbuch in den Grenzen genau umschriebene Besitzung Bürgenstock.
Die erste offizielle Schweizer Karte, welche die geografische Ortsbezeichnung Bürgenstock zeigt, ist die Siegfriedkarte, deren Herausgabe durch das Eidgenössische Topographische Bureau unter Hermann Siegfried begonnen wurde und von 1870 bis 1922 dauerte. Die Ortsbezeichnung Bürgenstock taucht im Blatt 377 der Siegfriedkarte aus dem Jahr 1896 auf.
Um 1900 setzte sich Bürgenstock als allgemeine umgangssprachliche Bezeichnung für den gesamten Bergriegel von Stansstad im Westen bis zur Unteren Nase im Osten durch. 1910 findet sich ein entsprechender Eintrag im Geographischen Lexikon der Schweiz. In der heutigen Landeskarte der Schweiz kommt der Name Bürgenstock sowohl als Name für den Bergriegel – alternative Bezeichnung Hammetschwand – als auch für den Ort der Hotel- und Wohnsiedlung vor. Bürgenstock kommt als Ortschafts-Bezeichnung zweimal im Ortschaften-Verzeichnis der Schweiz vor. Im Postleitzahl-Verzeichnis der Schweiz ist die Ortschaft mit der Postleitzahl 6363 eingetragen. Die den gesamten Bergriegel von den Talgemeinden Stansstad und Ennetbürgen erschliessenden Wohnstrassen tragen heute den Namen Bürgenstockstrasse.

## Geografische Lage

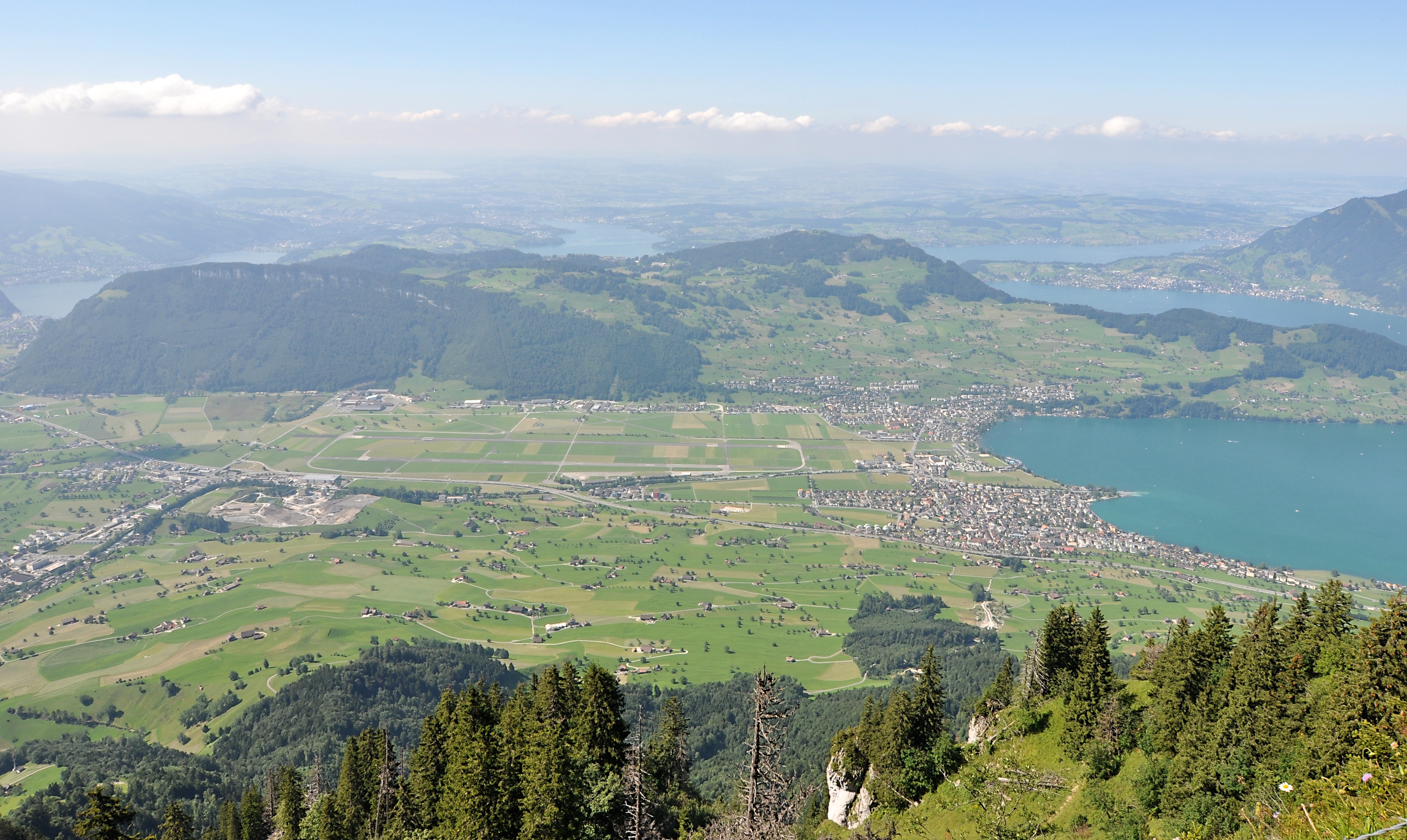
Der Bürgenstock vom Buochserhorn aus gesehen.

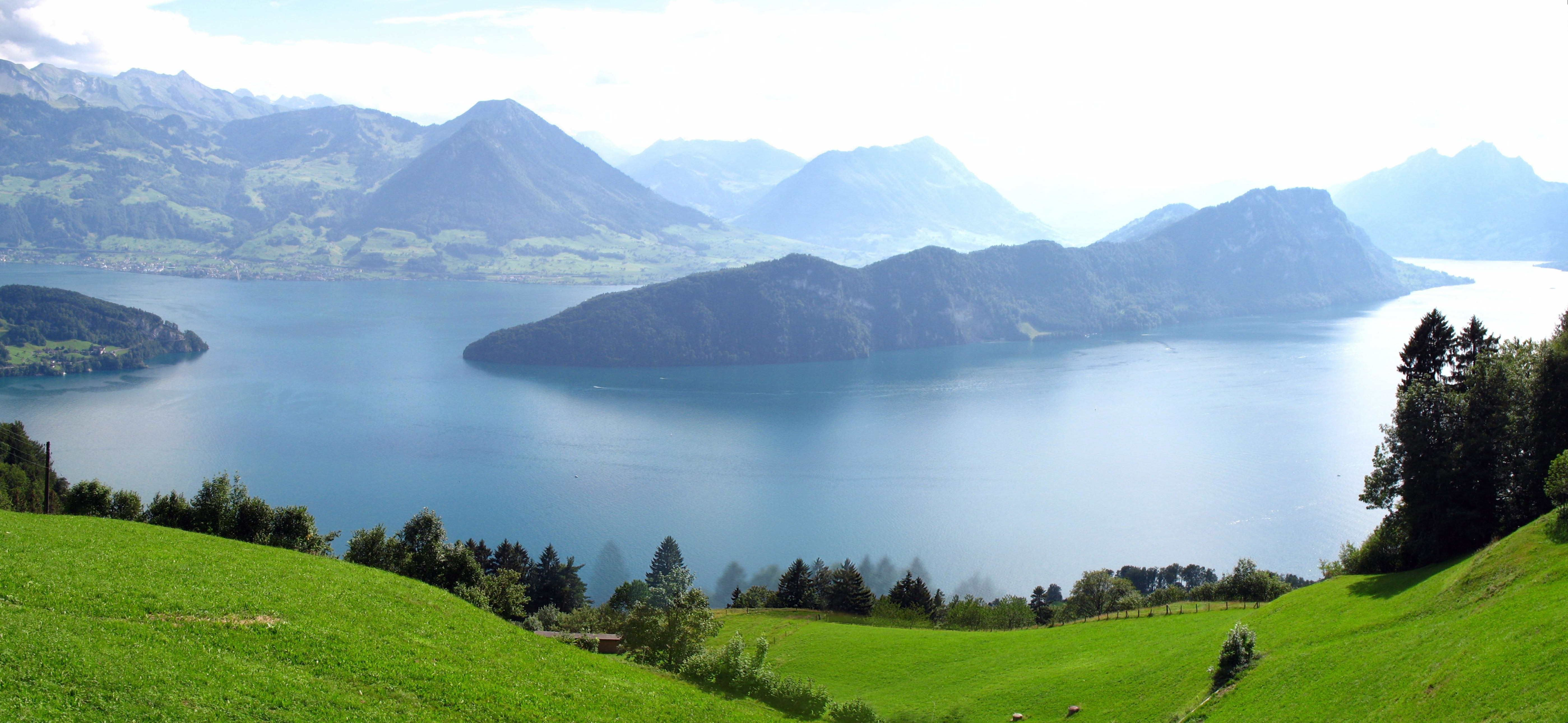
Der Bürgenstock von der Rigi aus gesehen

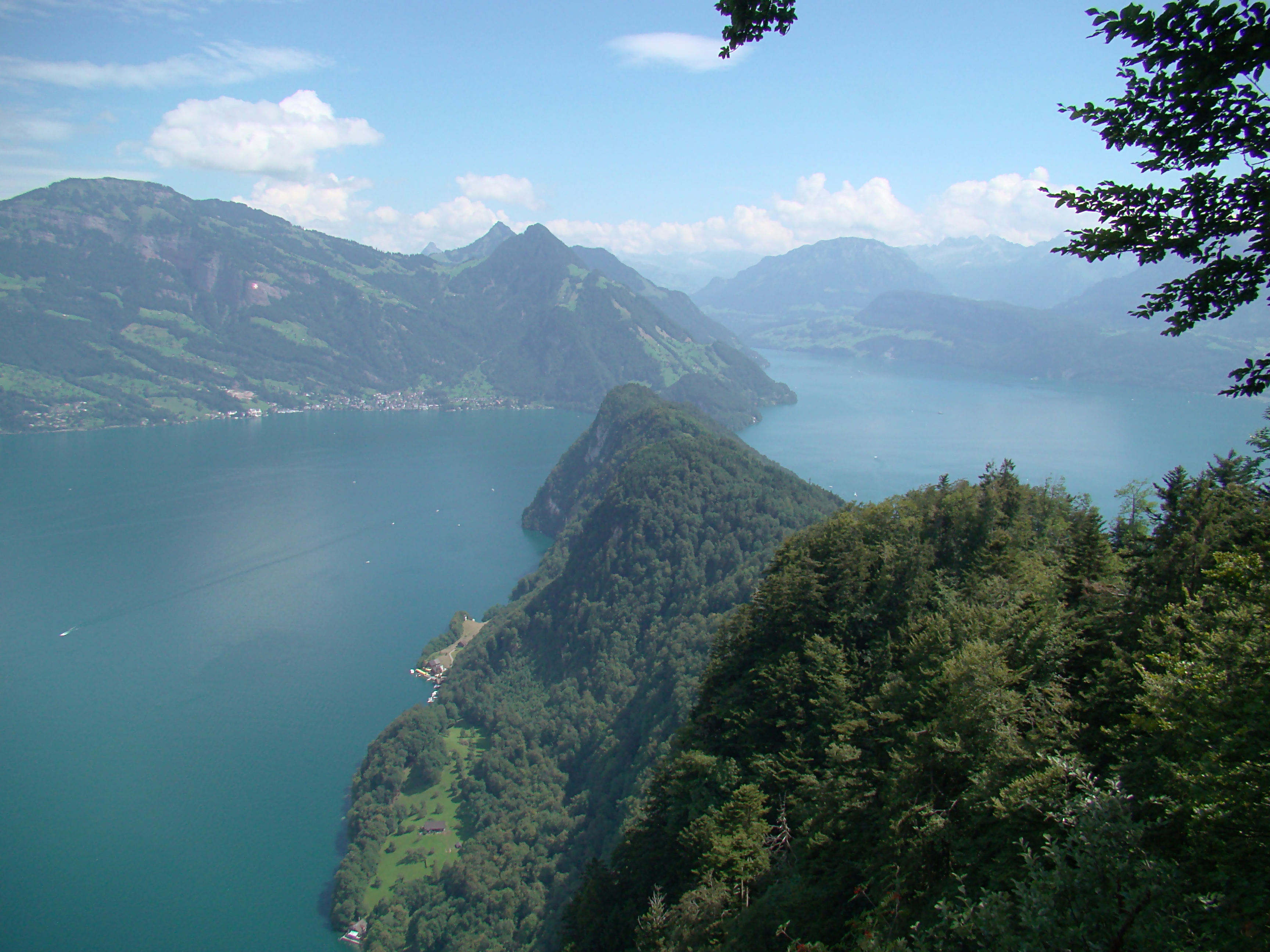
Blick vom Känzeli Richtung Osten

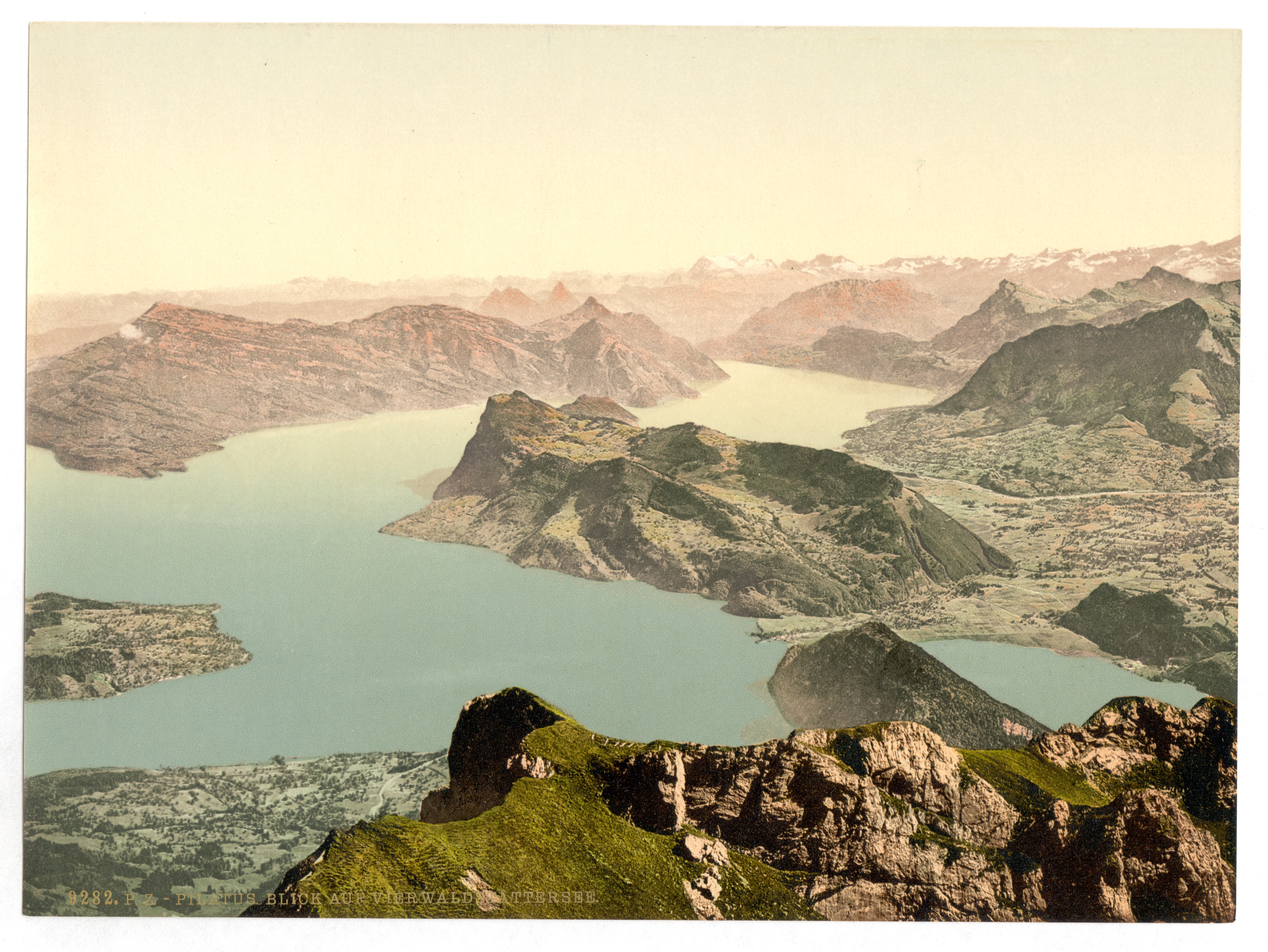
Der Bürgenstock in der See- und Berglandschaft der Innerschweiz, vom Pilatus aus gesehen

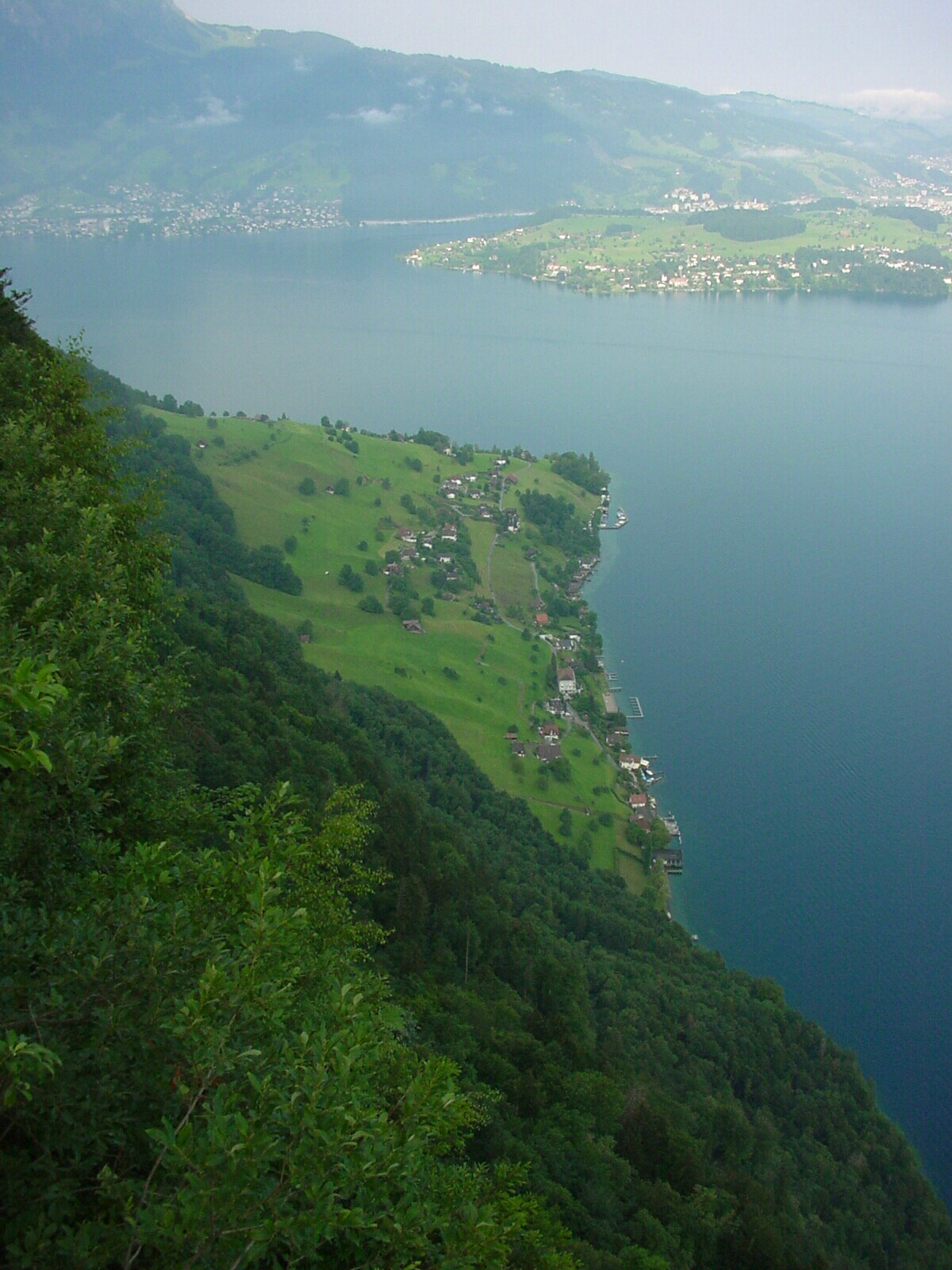
Blick vom Bürgenstock auf den Vierwaldstättersee

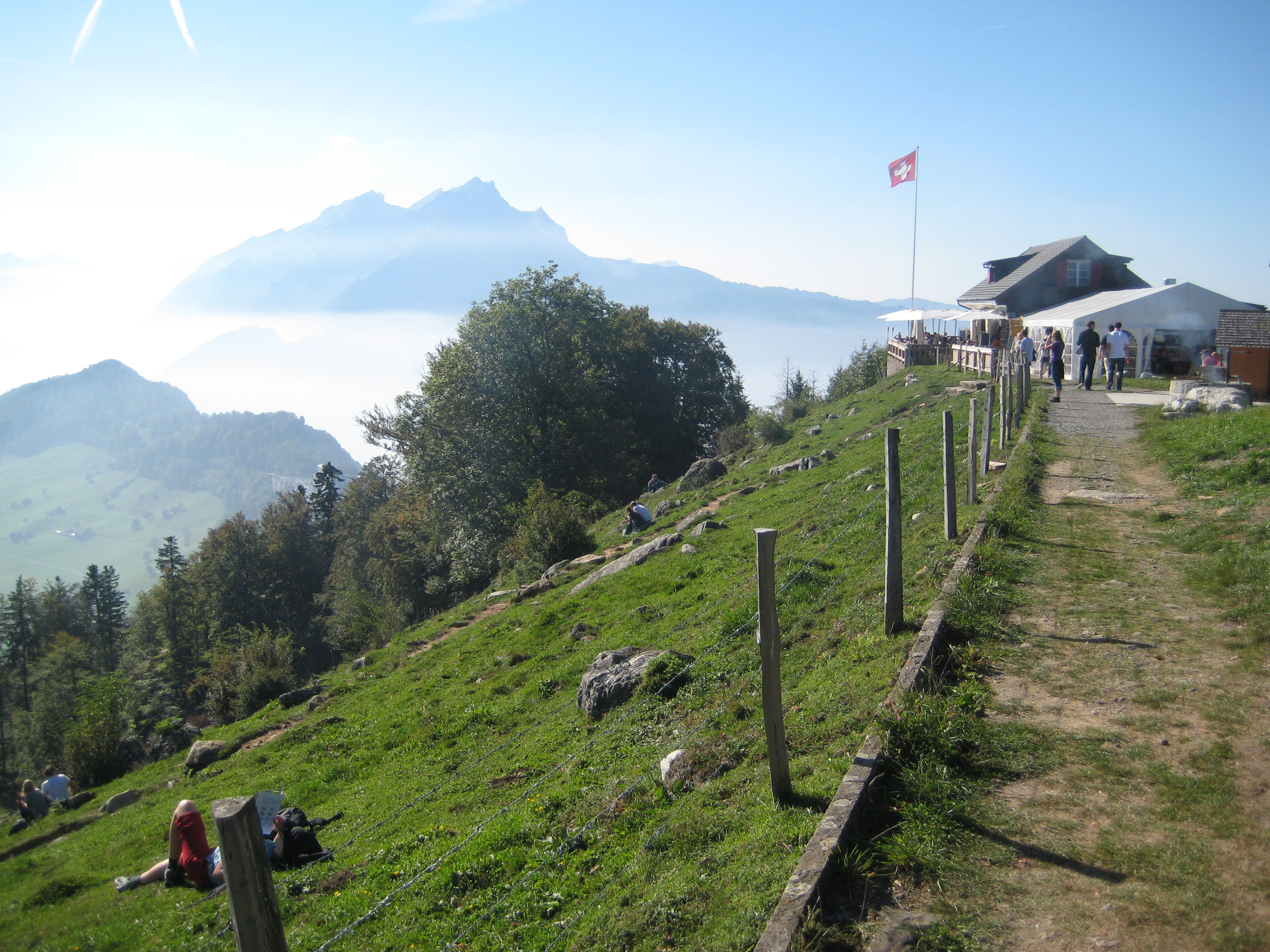
Gipfel des Bürgenstocks mit Restaurant

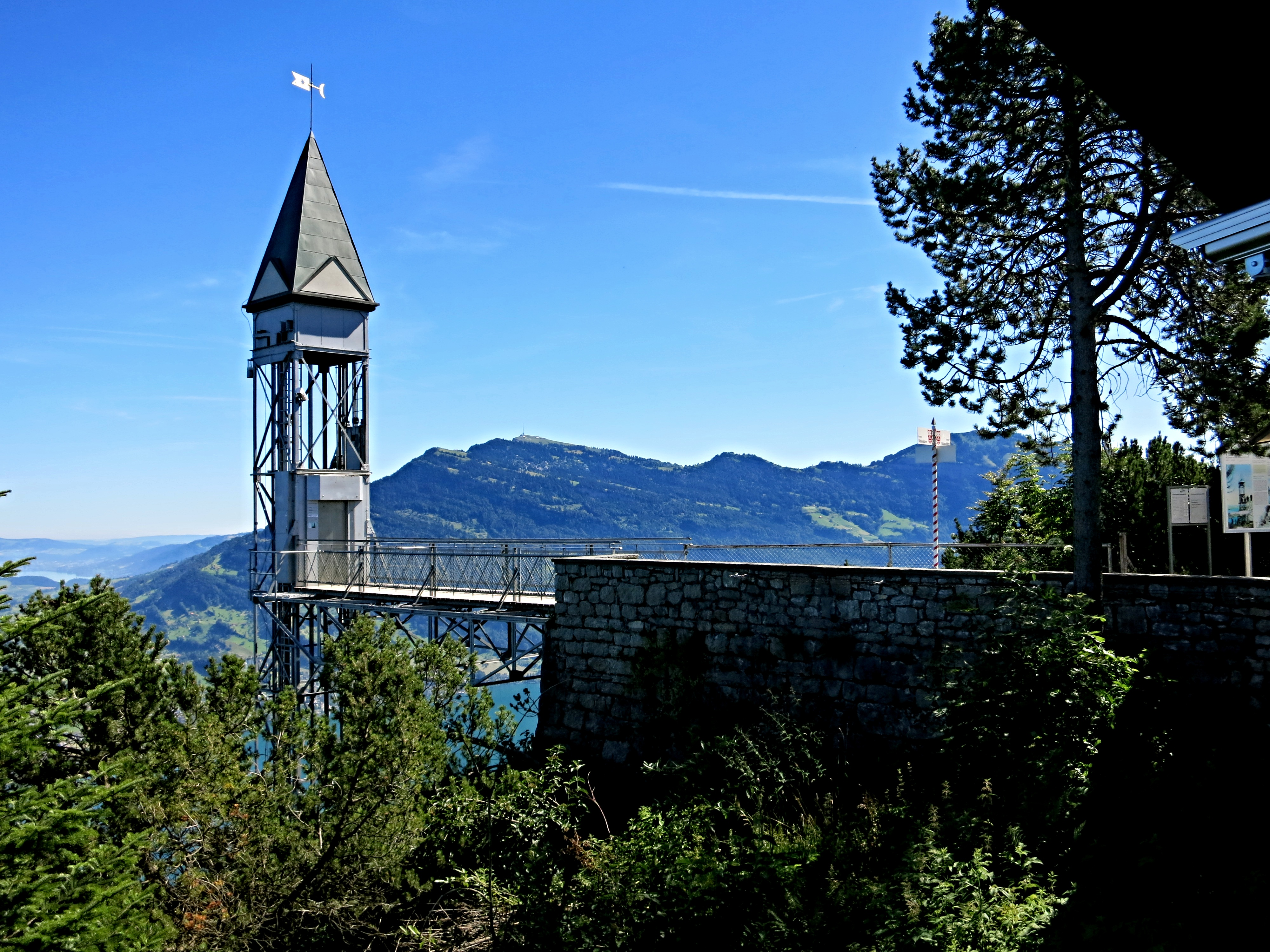
Hammetschwand-Aufzug, mit Blick zur Rigi

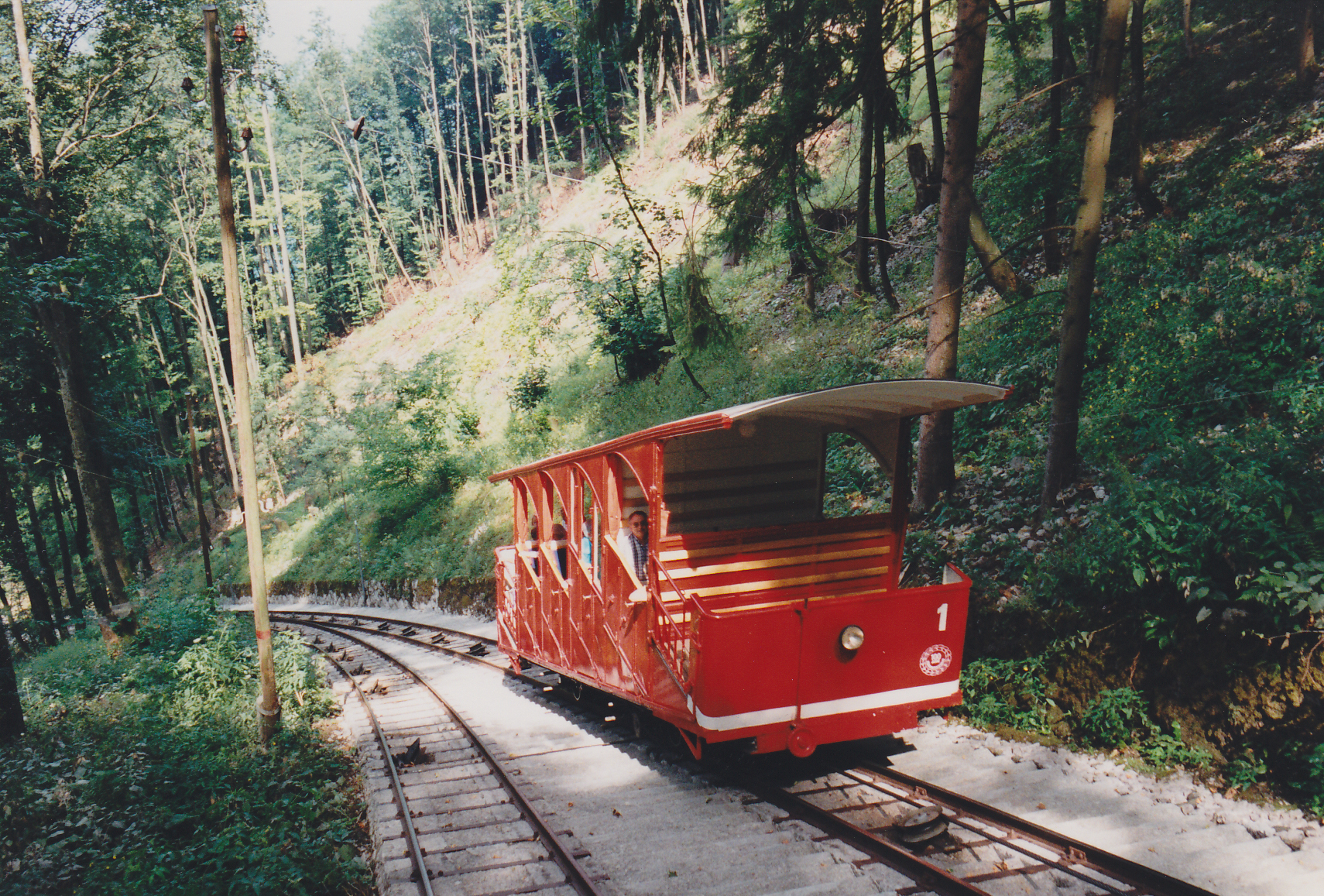
Bürgenstockbahn

Blick über den Vierwaldstättersee Richtung Süden auf den Bürgenstock, darunter Hammetschwand, 1910

Der Bürgenstock ist ein gestreckter, 10 km langer Bergrücken und im Norden, Osten und Südosten vom Vierwaldstättersee umschlossen. Der nördliche Abhang fällt sehr steil in den See ab. Unter dem Südhang befindet sich die Gemeinde Ennetbürgen; unterhalb des westlichen Abschlusses liegt Stansstad.
Der Berg gehört zum überwiegenden Teil zur Gemeinde Ennetbürgen im Kanton Nidwalden. Der westliche Teil gehört zur Gemeinde Stansstad. Ein Teil des nördlichen Steilabfalls in den See ist eine Exklave der Stadt Luzern (Exklave Bürgenstock).

## Geologie
Geologisch zählt der Bürgenberg zu den Ausläufern des Pilatus und gehört zur helvetischen Randkette. Die Gesteine stammen aus der Kreidezeit und dem Tertiär. Unter dem Hammetschwand können auf der Nordseite folgende Schichten unterschieden werden: Kieselkalk, Drusbergschichten (ein Waldband bildend), hell anwitternder Schrattenkalk mit den Orbitolinenschichten, welche vom Seewerkalk überlagert werden. Darüber transgredieren Assilinengrünsand und Nummulitenkalk des Lutetien, welches vor allem auf der sanfter abfallenden Südabdachung auftritt.
In der Eiszeit war der Bürgenberg vollständig vom Eisstrom bedeckt, der als Reussgletscher aus den Tälern am Gotthard her in das Alpenvorland floss. Schleifspuren des Eises an den Kalkfelsen finden sich bis in die höchsten Lagen. Auf dem ganzen Berg liegen verstreut grosse Granitfindlinge, die das Eis aus den Hochalpen transportiert hat, beispielsweise ein 18 m³ grosses, gerundetes Exemplar am steilen Hang in der Liegenschaft Allwägli, das 1949 unter Naturschutz gestellt wurde. Nach dem Rückgang des Eises war der Bürgenberg zunächst eine Insel im Vierwaldstättersee. Im Laufe von Jahrtausenden füllte die Engelberger Aa jedoch das Gebiet zwischen dem Ausgang des Engelbergertals und dem Bürgenstock mit Ablagerungen auf. Dadurch entstand die flache Niederung zwischen den Gemeinden Ennetbürgen, Buochs, Stans und Stansstad.

## Tourismus
Der Bürgenstock beherbergt mehrere Luxushotels und ein Kongresszentrum und ist seit 1872 ein Ferienort und eine Kongressdestination. Seit 1888 ist der Berg mit der Bürgenstock-Bahn von der Schiffstation Kehrsiten aus erschlossen.
Auf dem Bürgenstock befindet sich der höchste Freiluftaufzug Europas, der Hammetschwand-Lift. Er verbindet den Felsenweg mit dem Aussichtspunkt Hammetschwand, von wo aus man eine Sicht auf den Vierwaldstättersee und die umliegenden Berge hat.
Ein Schutzplan sorgt dafür, dass auf dem Bürgenstock wertvolle Zeugen des Schweizer Tourismus nach dem Zweiten Weltkrieg erhalten bleiben. Neben den Hotelgebäuden des «Grand Hotels» und des «Palace Hotels» gibt es zahlreiche Kleinbauten, die in den 1950er- und 1960er-Jahren entstanden sind. Die Fachstelle für Denkmalpflege des Kantons Nidwalden, die Bauherrschaft, die Nidwaldner Regierung und die Gemeinden suchten nach Lösungen für den Erhalt der historischen Gebäude. Ein Fachgremium erarbeitete einen Gesamtplan, der die verschiedenen Gebäude unter Denkmalschutz stellte. Die historische Wetterstation wurde inzwischen bereits an anderer Stelle wieder aufgebaut. Vom «Grand Hotel», dem ältesten Hotel des «Bürgenstock Resorts», wurde ein Teil abgebrochen. Die Fassade wird originalgetreu wieder aufgebaut. Im Innern des Gebäudes gibt es eine neue Raumaufteilung. Aus Sicht der Denkmalpflege muss sich das «Bürgenstock Resort» innerhalb des Landschaftsraums Vierwaldstättersee weiterhin durch seine prägnante Silhouette bemerkbar machen und als Gesamtensemble erhalten bleiben.

## Geschichte der Bürgenstockhotels
Die beiden Hotelpioniere Franz Josef Bucher und Josef Durrer aus Kerns kauften 1871 die Alp Tritt auf dem Bürgenberg und benannten das neue Hotel-Projekt Bürgenstock. Am 23. Juni 1873 eröffneten sie das Grand Hotel unter dem damaligen Namen Hotel Kurhaus. 1888 öffnete das Park-Hotel seine Tore, 1892 entstand die Bürgenstock-Kapelle, 1904 wurde das Palace Hotel eröffnet, und in den Jahren 1900 bis 1905 erfolgte der Bau mehrerer Villen östlich des Palace. Der Hammetschwand-Lift stammt von 1905. Friedrich Frey-Fürst kaufte 1925 die Bürgenstock-Hotels. Zwischen 1996 und 2011 änderten die Besitzverhältnisse mehrfach, bis schliesslich die Katara Hospitality, Tochtergesellschaft des Staatsfonds Qatar Investment Authority, die Hotels übernahm und unter der Marke Bürgenstock Selection das neue Bürgenstock Resort, das Hotel Royal Savoy Lausanne und das Hotel Schweizerhof in Bern zusammenfasste. Im März 2014 erfolgte die Grundsteinlegung für das neue Resort. Das Resort eröffnete am 28. August 2017.
Auf der Südseite des Bürgenstocks liegt das Hotel Villa Honegg, das Emil Durrer (1873–1923), ein Neffe von Franz Josef Bucher, gebaut und 1906 eröffnet hat. Bis 1977 wurde es als Familienbetrieb geführt. Nach einer umfassenden Renovation ist das Haus 2011 wieder eröffnet worden.

## Diplomatie
Auf dem Bürgenstock fanden mehrfach politische Verhandlungen statt. 1960 und 1995 tagte die Bilderberg-Konferenz auf dem Bürgenstock. Anfang 2002 wurde hier das Bürgenstock-Abkommen zwischen den Beteiligten am Sezessionskrieg im Südsudan geschlossen. Im Frühjahr 2004 fanden zwischen den Türkisch- und den Griechisch-Zyprioten Verhandlungen in der EU-Beitrittsfrage statt. 
Die Schweiz organisierte auf Ersuchen der Ukraine eine Konferenz für den 15. und 16. Juni 2024 zur Anstossung eines künftigen Friedensprozesses im Russisch-Ukrainischen Krieg.

## Kultur
In unmittelbarer Nähe der Hotels und am Beginn des Felsenwegs befindet sich die Bürgenstock-Kapelle aus dem 19. Jahrhundert. Bis heute ist sie im Besitz der ehemaligen Hotelierfamilie Frey, welche die Epoche der Bürgenstock-Hotels von 1925 bis 1997 prägte, sowie der gemeinnützigen Frey-Fürst Stiftung. Die Bürgenstock-Kapelle ist eine Nachbildung der Kapelle St. Jost, die an den Hängen des Bürgenstocks auf dem Gebiet der Gemeinde Ennetbürgen liegt und die älteste gotische Gebetsstätte des Schweizer Kantons Nidwalden ist. Die Comtesse Tancrède de la Baume, geborene Pozzo di Borgo, die ihre Sommerresidenz im Hoteldorf auf dem Bürgenstock errichtet hatte, erbaute die Bürgenstock-Kapelle im Jahr 1897. In der Kapelle liess sie unter anderem eine holzverzierte, mehrfarbige gotische Decke detailgenau nachbilden. Auch weitere Elemente der Innenarchitektur und Ausschmückung stammen als Nachbildungen aus dem 17. Jahrhundert aus verschiedenen Kirchen der Schweiz. Unmittelbar neben der Kapelle befindet sich die Skulptur Totentanz des Schweizer Bildhauers Hans Jörg Limbach (1928–1990). Berühmt wurde die Bürgenstock-Kapelle auch durch die Hochzeit der Schauspielerin Audrey Hepburn mit Mel Ferrer im Jahr 1954. 
Am 13. November 2009 wurde die Bürgenstock Kunst- und Kulturstiftung gegründet, die das kulturelle Leben am Bürgenstock sowie aussergewöhnliche kulturelle Projekte auf internationaler Ebene fördert. An der Sonderausstellung der Stiftung im Palace Hotel «Zukunft hat Herkunft – Grand Hotellerie von einst und morgen (1870–2014)» von Juni bis Dezember 2011 betrachteten rund 8000 Besucher Exponate aus der Vergangenheit der Schweizer Hotellerie. In Zusammenarbeit mit der Pädagogischen Hochschule Luzern realisierte die Stiftung einen Lernpfad auf dem Felsenweg. Er erstreckt sich über eine Distanz von 1,5 Kilometern und wurde am 26. Juni 2015 eröffnet.
In der historischen Bürgenstock-Kapelle finden kulturelle Anlässe und Konzerte der Stiftung Bürgenstock Festival statt. Diese Stiftung wurde von Peter Frey – Nachfahre der ehemaligen Hoteliersfamilie Frey – am 11. Mai 2012 gegründet.